# Юрченков, Пётр Петрович
Пётр Петрович Юрченков (бел. Пётр Пятровіч Юрчанкоў, 8 июля 1951, Брест, Белорусская ССР, СССР — 14 сентября 2013) — советский и белорусский актёр театра и кино. Заслуженный артист Республики Беларусь (2011).

## Биография
Пётр Петрович Юрченков родился 8 июля 1951 года в Бресте. В 1969—1973 годах учился на актёрском факультете ВГИКа (мастерская И. В. Таланкина), где познакомился со своей будущей женой, также актрисой Лидией Мордачёвой. С 1974 года работал на киностудии «Беларусьфильм». В 1981 году при киностудии был основан Театр-студия киноактёра, где Юрченков и проработал до конца жизни. В кинематографе дебютировал в 1973 году, играя в эпизодах. В 1976 году впервые снялся в одной из главных ролей, в фильме Валерия Рубинчика «Венок сонетов». За свою актёрскую карьеру сыграл более чем в ста фильмах.
Умер 14 сентября 2013 года. Гражданская панихида состоялась 16 сентября в Театре-студии киноактёра. Похоронен на Северном кладбище Минска.

### Семья
- Жена — актриса Лидия Мордачёва (род. 1950).
  - Сын — актёр Пётр Петрович Юрченков-младший (1976—2018).
  - Дочь — актриса Ксения Юрченкова.

## Награды
- Заслуженный артист Республики Беларусь (2011).
- «Лучшая мужская роль» в спектакле «Филумена Мартурано» на VI Международном кинофестивале стран содружества независимых государств и Балтии «Лістапад-1999».
- Почётный знак Министерства культуры Республики Беларусь «За значительный личный вклад в развитие белорусской культуры» (2000).
- Специальный приз Белорусского союза кинематографистов за роль в спектакле «Поле битвы» на VIII Международном кинофестивале стран содружества независимых государств и Балтии «Лістапад-2001».
- Приз Белорусского союза театральных деятелей «Хрустальная звезда» за большой вклад за развитие театрального искусства (2011).

## Работы в театре

### Государственный русский драматический театр Беларуси
- «Ромео и Джульетта» — Ромео
- «Пойти и не вернуться» — Антон

### Театр-студия киноактера («Беларусьфильм»)
- «Генералы в юбках»
- «Смотрите, кто пришёл» — Кинг
- «Не боюсь Вирджинии Вулф» — Джордж
- «Театр купца Епишкина» — Ричардов
- «Последняя женщина сеньора Хуана» (Л. Жуховицкий, реж. А. Беспалый, В. Грицевский) — Хуан
- «Таланты и поклонники» — Ераст Громилов, трагик
- «Филумена Мартурано» — Доменико Сориано
- «Остров нашей любви и надежды» — Сан Саныч
- «Поле битвы» — А. А. Красовский
- «Как выходят в люди, или На всякого мудреца довольно простоты» (А. Островский, реж. Т. Троянович) — Городулин
- «№13» — Ричард Уилли
- «Утиная охота»
- «Коммунист»
- «Вся его жизнь»
- «Бумажный патефон»
- «Счастье моё»
- «Комедия о Лисистрате»
- «Фантазии по Гоголю» — Господин Н., Ноздрёв
- «Любовь зла» — Эдди
- «Похищение Елены» (Л. Вернейль, реж. А. Беспалый, В. Грицевский) — доктор Жермон
- «Навечно в памяти Остров нашей Любви и Надежды» — Сан Саныч
- «...Забыть Герострата!» — Клеон

### Новый театр
- «Мастер и Маргарита» — Воланд
- «Ромео и Джульетта» — князь

### Могилёвский областной драматический театр
- «Мадонна, как я устала!» — Доменико Сориано

## Фильмография
1. 1973 — Весёлый калейдоскоп (новелла «Сюрпризы после смены») — строитель
2. 1973 — Хлеб пахнет порохом — эпизод
3. 1974 — Пламя — партизан (нет в титрах)
4. 1974 — Потому что люблю — Морозов, лейтенант
5. 1976 — Венок сонетов — Виктор Третьяк, капитан, командир кавалерийского эскадрона
6. 1976 — Воскресная ночь — Дмитрий, водитель Новицкого
7. 1976 — День семейного торжества — эпизод
8. 1976 — Сын председателя — эпизод
9. 1976—1978 — Время выбрало нас — Стась
10. 1977 — Про Красную Шапочку — лесоруб
11. 1977 — Три весёлые смены — эпизод
12. 1977 — Чёрная берёза — партизан в тельняшке
13. 1978 — Антонина Брагина — Валентин Тёсов
14. 1978 — Встреча в конце зимы — Сергей, муж Анны Губаревой
15. 1978 — Поговорим, брат… — казак
16. 1978 — Я хочу вас видеть — священник
17. 1978 — Пуск
18. 1978 — Расписание на послезавтра — начальник НИ лаборатории
19. 1979 — Железные игры — эпизод
20. 1979 — Звон уходящего лета — Тимофей, Тимка
21. 1979 — Точка отсчёта — Гайдаш
22. 1980 — Возьму твою боль — Лапай, полицай
23. 1980 — Прикажи себе — эпизод
24. 1980 — Свадебная ночь — Володя Артюк, командир партизанского отряда
25. 1980 — Третьего не дано
26. 1980 — Государственная граница. Мы наш, мы новый… (Государственная граница, фильм 1-й) — начальник особого отдела (нет в титрах)
27. 1981 — Государственная граница. Мирное лето 21-го года (Государственная граница. Мирное лето 1921 года, фильм 2-й) — Василий Кравцов, начальник особого отдела, муж Гали
28. 1981 — Андрей и злой чародей — эпизод
29. 1981 — Дочь командира — Василь Разумневич, комиссар, секретарь горкома комсомола
30. 1981 — Звездопад — Сашка, гитарист; солдат, прошедший штрафбат
31. 1981 — Ожидание полковника Шалыгина — капитан
32. 1981 — Паруса моего детства — бандит
33. 1982 — Личные счёты — Владимир Азаров, друг и соратник Константина
34. 1982 — Полесская хроника (фильм) (фильм 2-й «Дыхание грозы») — эпизод
35. 1982 — Родителей не выбирают — Алексей
36. 1983 — Водитель автобуса — немецкий солдат
37. 1983 — Дублёр начинает действовать — Виталий Шнурков, дублёр главного инженера
38. 1983 — Жил-был Пётр — капитан милиции
39. 1983 — Средь бела дня… — пловец
40. 1983 — Чёрный замок Ольшанский — Михаил Иванович Змогитель, филолог, преподаватель белорусского языка
41. 1984 — Восемь дней надежды — Фролкин
42. 1984 — Осенний подарок фей — эпизод
43. 1984 — Последний шаг — лейтенант
44. 1984 — Смотрины — Пётр Федотович, директор сельской школы
45. 1985 — Воскресные прогулки (новелла Папа)
46. 1985 — Друзей не выбирают — Аркадий Николаевич Дидык, колхозный бригадир
47. 1985 — Куда идёшь, солдат? — эпизод
48. 1985 — С юбилеем подождём — эпизод
49. 1985 — Я любил вас больше жизни — немецкий офицер, танкист
50. 1986 — Вызов — Алексей Вольнов
51. 1987 — Апелляция — архитектор
52. 1987 — Моонзунд — старший лейтенант Владимир Петряев
53. 1987 — Хотите — любите, хотите — нет… — эпизод
54. 1988 — Брат, найди брата!
55. 1988 — Гомункулус — белогвардейский офицер
56. 1988 — Благородный разбойник Владимир Дубровский — эпизод
57. 1988 — Это было прошлым летом — Сазонов
58. 1988 — Красный цвет папоротника (СССР, Польша) — советский партизан
59. 1988 — Частный визит в немецкую клинику (Азербайджанфильм)
60. 1989 — Его батальон — адъютант генерала, майор
61. 1989 — Нечистая сила — Пётр, брат Ивана Денисова, директор кладбища
62. 1989 — Под ступеньками — Кожура
63. 1989 — Степан Сергеич — инженер НИИ
64. 1990 — Живая мишень — Пётр Михайлович
65. 1990 — Лифт для промежуточного человека — Глотов
66. 1990 — Нет чужой земли — Николай Бестужев
67. 1991 — Выживший (Казахфильм) — работник НКВД (нет в титрах)
68. 1991 — Дети, бегущие от грозы (новелла «Террорист»)
69. 1991 — Житие Александра Невского
70. 1991 — Крест милосердия — эпизод
71. 1991 — Сыщик петербургской полиции — Сопов
72. 1992 — Белое озеро (Беларусь)
73. 1992 — Бесы (Мосфильм) — Пётр Степанович Верховенский
74. 1992 — Уносим ноги, или Хочу в Париж (Беларусь)
75. 1993 — Гладиатор по найму (Беларусь, Украина)
76. 1993 — Тутэйшыя (Беларусь) — эпизод
77. 1993 — У попа была собака… (Беларусь) — Петрович
78. 1994 — Лето любви (Польша, Беларусь) — Мещерский
79. 1994 — Сон в начале тумана (Зов (Свердловская киностудия)) — Джон Макленнан
80. 1994 — Шляхтич Завальня, или Беларусь в фантастических рассказах (Беларусь) — Януш
81. 1995 — На чёрных лядах (Беларусь) — эпизод
82. 1995 — Я — русский солдат — Федорчук, старший сержант
83. 1996 — Из ада в ад (Беларусь, Германия, Россия) — эпизод
84. 1996 — Птицы без гнёзд (Беларусь) — эпизод
85. 1997 — Бег от смерти (Беларусь) — Владимир Савич
86. 1997 — Моё дело телячье… (Беларусь)
87. 1998 — Зал ожидания (Беларусь) — эпизод
88. 1998 — Проклятый уютный дом (Беларусь) — писарь штаба
89. 2000 — Алхимики (Беларусь) — эпизод
90. 2001 — В августе 44-го… (Россия, Беларусь) — эпизод (нет в титрах)
91. 2001 — Ускоренная помощь 2 (Беларусь, Россия) — белогвардеец (3-я серия)
92. 2002 — Битва пяти воинств (Беларусь) — Босс
93. 2002 — Спецназ (2-я серия «Засада»; 3-я серия «Клинок») — генерал-майор Комлев (озвучивал Евгений Ганелин)
94. 2003 — Анастасия Слуцкая (Беларусь)
95. 2003 — Вокзал (Беларусь, Россия) — Рамиль Батыров, бригадир носильщиков
96. 2004 — Территория сопротивления (Беларусь) — Ларион Волосюк, отец партизана
97. 2004 — Карусель — эпизод
98. 2005 — Воскресенье в женской бане (серия 13 «Безымянная звезда») — Виктор
99. 2005 — Глубокое течение (Беларусь) — эпизод
100. 2005 — Последний бой майора Пугачёва — эпизод
101. 2005 — Я тебя обожаю — отец Лены
102. 2007 — Пантера — эпизод
103. 2007 — Щит отечества (Беларусь)
104. 2007 — Я сыщик (Фильм 1-й «Первый день за последней ночью») — эпизод
105. 2009 — На свете живут добрые и хорошие люди — эпизод